# 阿格莱亚
阿格莱亚（希腊语：Ἀγλαΐα，“壮丽”、“灿烂”或“光辉”；拉丁语：Aglaïa；英语：Aglaea）是希腊神话中的光辉女神，也是美惠三女神──卡里忒斯中最年轻的一位。同她的姐妹欧芙洛绪涅和塔利亚一样是宙斯和欧律诺墨的女儿。赫西俄德笔下的阿格莱亚即是荷马笔下的卡里斯（Charis）或卡勒（Cale），另外荷马史诗《伊利亚特》中最年轻的美惠女神则是帕西忒亚（Pasithea）。
跛足的锻造神──赫菲斯托斯发现自己的发妻阿佛洛狄忒与战神阿瑞斯私通后，执意与阿佛洛狄忒离婚。后来在主神宙斯的撮合下，赫淮斯托斯又娶了美惠三女神中年龄最小的阿格莱亚作他的妙龄妻子。古希腊俄耳甫斯教的著作中说阿格莱亚为赫菲斯托斯生了四个女儿：欧克勒亚（Eucleia，“好名声的”）、艾菲蜜（Eupheme，“称赞的”）、欧忒尼亚（Euthenia，“景气的”）以及菲罗佛洛绪涅（Philophrosyne，“受欢迎的”）。
以她的名字对应的小行星是仁神星（47 Aglaja）。

## 流行文化
- 游戏《崩坏：星穹铁道》在游戏内的世界“翁法罗斯”中推出了同名的游戏角色。中文配音：楚越。日文配音：远藤绫